# TurboCAD
TurboCAD (англ.) — система автоматизированного проектирования для двухмерного и трехмерного дизайна и черчения, работающая под операционными системами
Microsoft Windows и Macintosh.

## Версии для Windows
TurboCAD Pro содержит основные инструменты для черчения и богатый набор инструментов для архитекторов и конструкторов. Дополнительные инструменты содержатся в расширенных «архитектурной» или «машиностроительной» версиях программы, тогда как в версии «Platinum» имеется весь инструментарий. В семейство TurboCAD входит недорогая версия TurboCAD Deluxe 2D / 3D, в состав которой входит широкий спектр инструментов для создания двух- и трехмерных чертежей.

## Версии для Mac
TurboCAD для операционной системы Mac построен на другом ядре, поэтому не имеет прямого соответствия с версиями для Windows. Стандартная версия TurboCAD поддерживает двухмерное черчение, а TurboCAD Mac Pro имеет в своем составе набор инструментов, как для двухмерного, так и для трехмерного черчения.

## История TurboCAD

### Начало
Изначально TurboCAD был разработан Хендриком Вермоотеном и Хайном Ооостузеном в Южной Африке. Поддерживаемая им платформа была очень специфична: графическая карта Hercules, плоттер HP7475 и клавиатура для ввода данных. Первая версия TurboCAD помещалась на один гибкий диск размером 360к; таким образом она могла запускаться на IBM PC. Исходный код вместе со средой разработки (Turbo Pascal 2.0) также помещался на один диск.
Время выпуска TurboCAD было близким к выпуску Generic CADD в США, а цели обоих программных продуктов были похожи — создание жизнеспособного недорогого конкурента AutoCAD. Generic CADD был выпущен в США раньше TurboCAD и получил большое количество положительных отзывов прессы из-за его цены (приблизительно 600$) и, как следствие, количество пользователей Generic CADD быстро возросло. Выпуск Generic CADD стал самым большим событием в области программного обеспечения САПР со времен, когда AutoDesk изменило цены на САПР запуском своего продукта в 1981. Южноафриканцы Филип Коупман и Майкл Картрайт переработали TurboCAD и представили его на рынок Великобритании в 1986 по цене 99 фунтов под брендом Pink Software, совместно с Джоном Гленни, Дигби Прайором и Джанин Коупман. В продукт была добавлена поддержка большего количества видеоадаптеров (EGA, Olivetti и т. п.), устройств ввода (Summagraphics дигитайзер, а позже Microsoft Mouse). TurboCAD работал под DOS и имел ограниченную поддержку устройств, а между тем поддержка разнообразных устройств являлась сильной стороной GenericCADD. Мартин Сакс, первый дистрибьютор продукта в США, предоставил Дигби Прайору большой ассортимент принтеров и плоттеров, а также утилиту для написания драйверов, что стало поворотным моментом в истории продукта. Мартин также создал первые символы САПР, включенные в состав продукта. Первоначально, для того, чтобы обеспечить поддержку точечно-матричных принтеров, существовала отдельная утилита FPlot, которая продавалась в качестве дополнения к TurboCAD. Затем в состав TurboCAD были включены драйверы для разнообразных точечно-матричных, пузырьково-струйных и первых лазерных принтеров. Примерно в это же время к работе над продуктом в качестве технического писателя присоединяется Роб Берри.

### Начало продаж в США
В США продажи TurboCAD были начаты в конце 1986 компанией Milan Systems of America. К тому времени Generic CADD понизил цену на свой базовый модуль САПР до 99$, а другие компании, например CCS, представили на рынке продукты, такие как CCS Designer, за 49$! TurboCAD продавался как комплект с мышью за 149$ и самостоятельно за 99$. Успех данной стратегии привел к появлению на рынке комплекта — мышь Logitech и Generic CADD. В то же время IMSI (International Microcomputer Software, Inc) начала собственные продажи комплекта мыши и TurboCAD от Milan Systems.
В 1990 IMSI выпустила собственную версию TurboCAD для DOS после покупки лицензии на исходный код у первоначальных разработчиков — Pink Software, и программист Курт Диш приступил к работе по исправлению ошибок программы и расширению её функциональности, чтобы соревноваться с другими САПР в сегменте продуктов стоимостью до 500$ (Generic CADD, Drafix и Design CAD 2D). Позже Курт перенес исходный код с Turbo Pascal на более позднюю объектно-ориентированную версию, которая впоследствии стала Borland Delphi. Этот переход дал заметное улучшение пользовательского интерфейса.
В США TurboCAD рекламировался посредством публикаций в журналах о высоких технологиях — таких как Computer Shopper и InfoWorld. Реклама в Computer Shopper стала приносить стабильную отдачу, так что большие рекламные материалы продолжали публиковаться в этом журнале в течение двух с половиной лет с момента выходы TurboCAD на рынок США. Реклама в Computer Shopper позволила не только сформировать базу лояльных пользователей, но и организовать сеть дистрибьюторов.

### Windows
После выпуска TurboCAD v2 DOS и v1 Windows (в 1993) IMSI решила использовать прямую почтовую рассылку для увеличения абонентской базы. На принятие подобного решения повлиял опыт с рассылкой рекламного сообщения о возможности льготной покупки TurboCAD по арендованной базе данных покупателей программного обеспечения (не владевших TurboCAD). В период с 1993 по 1995 прямая почтовая рассылка стала основным способом продаж TurboCAD, а доход от этого способа продаж вырос до 20 миллионов долларов в 1993; данный подход с успехом использовался почти ежемесячно в США, Канаде, Великобритании и Австралии. В 1993 году IMSI выпустила первую версию TurboCAD для Macintosh, TurboCAD Standard продавался по цене 145$, в то время как Professional, предлагающий трехмерную и каркасную функциональности, за 495$. Данная технология была куплена у компании Pegasus Software, принадлежавшей Сантьяго Монтуфару.
IMSI начала аутсорсинг разработки TurboCAD в 1993 году. Во время поездки Мартина Сакса в Россию IMSI наняла 3 российских программистов для работы над TurboCAD Windows v2. Среди них были Виктор Базаров, который позже уехал работать на IMSI в Сан Рафаэль, и Александр Пресняк, затем организовавший компанию СофтДев от имени IMSI. Впоследствии Александр и другие российские разработчики (Сергей Назаров — руководитель проекта TurboCAD; Леонид Робин — разработчик SDK) продолжили разработку TurboCAD.
К концу 1994 года успех от прямых продаж достиг своего пика, а количество пользователей TurboCAD превысило четверть миллиона. С этого момента доходы от инвестиций начали снижаться из-за чрезмерного насыщения рынка прямых продаж и роста расходов на печать и почтовую отправку. Поэтому IMSI решила возобновить продажи TurboCAD через оптовых посредников.
TurboCAD быстро набрал популярность среди посредников и успешно распространялся ключевыми дистрибьюторами ПО, такими как Ingram Micro, TechData и Merise, и продавался в торговых точках MicroCenter, Fry’s Electronics, CompUSA и Software Etc. Одновременно с развитием продаж через посредников началось развитие прямых продаж школам и продаж через специализированных дистрибьюторов на образовательном рынке.

### Выход на мировой рынок
Первые продажи TurboCAD в Великобритании были в 1986 года, в 1992 году IMSI приобрела лондонский офис Pink Software и снова запустила продажи TurboCAD. Уже через год начались успешные прямые продажи TurboCAD в Великобритании, а следующий год был отмечен запуском первых локализованных версий TurboCAD под DOS и Windows на немецком языке. Первая французская версия появилась в 1995 году. В партнерстве с Sumitomo Metal Industries в 1995 году была создана японская версия TurboCAD. В 2001 Noah International выпустила китайскую версию TurboCAD для продаж в Тайване. За последние семь лет TurboCAD был локализован на испанский, чешский, польский и итальянский языки.

### 3D CAD
В 1995 году вышел TurboCAD v4, имевший ограниченную функциональность для рисования в 3D, а в следующей версии TurboCAD v5 набор инструментов для работы в 3D был расширен: были добавлены ‘Model Space’, ‘Work Plane’, ‘Camera’, и 3D Draggers. В версии 6 появилась интеграция с ядром для твердотельного моделирования ACIS и движком для фотореалистической визуализации.
Первый плагин — Animation Lab для TurboCAD был разработан компанией СофтДев в 1999 году, он основан на технологии VBA. В настоящее время выпущена третья версия Animation Lab. С тех пор в партнерстве с СофтДев были разработаны инструмент Beam Analysis (2001) и плагин 2 ½D CAM (2002). Сторонние разработчики создали следующие плагины: в 2003 году Джерри Симингтон разработал плагин для моделирования поверхностей; в 2004 году Cadalog Inс. разработала плагин, содержащий машиностроительные символы, который обращался к веб-сайту CADsymbols.com; генератор параметрической мебели (шкафы, столы, стулья) был создан Spinar Software в 2005 году.
С 2003 по 2005 годы в продукт TurboCAD Professional были внесены значительные улучшения. В версии 9.5 был добавлен движок Spatial’s Deformable Modeling, а в версию 10.5 включили D-Cubed 2D Constraint Manager. В 2005 году IMSI вернулась на рынок Macintosh с продуктами TurboCAD и TurboCAD 3D. Эти продукты лицензируются у CADSoft Solutions и продаются под торговой маркой IMSI.
В июне 2006 года TurboCAD был выкуплен у Broadcaster, Inc. (ранее называвшейся IMSI) компанией IMSI/Design, LLC, специально организованной для этой цели, которую возглавил Ройял Фаррос и Greyhawk Capital Management.
В 2006 году появилась возможность активировать различную функциональность посредством серийного номера и ключа активации в TurboCAD v12. Наборы функциональности для конструкторов и архитекторов были собраны вместе и успешно продавались пользователям, имевшим TurboCAD Professional. В состав архитектурного набора входили архитектурные элементы (окна, двери, лестницы и перила), основанные на продукте ADT фирмы Autodesk, поэтому TurboCAD смог открывать и читать файлы с этими элементами, полученные в ADT (DWG), чего не мог сделать AutoCAD.
В 14 версии появилась функциональность для редактирования ландшафта. В 2008 году вышла версия TurboCAD 15. Система основана на геометрическом ядре ACIS и использует геометрический решатель D-Cubed. В версии 16, вышедшей в 2009 году, появились:
- Удобный в использовании инструмент «Быстрое Вытягивание», позволяющий быстро модифицировать трехмерные твердотельные объекты и поверхности.
- Инструмент «Разрез/ Фасад» (3D в 2D документацию).
- Выдавливание грани позволяет выдавливать или вычитать грань твердого объекта к любой другой грани или поверхности.
- Многокомпонентные стены с возможностью настраивать стили различных компонентов стены.

Связка внешних ссылок.
В начале 2010 года вышла 17 версия TurboCAD, в которой за счет использования технологий Redway3D значительно увеличилась скорость визуализации. В состав TurboCAD 17 вошли также следующие изменения:
- Улучшена поддержка файлов формата AutoCAD® .DWG.
- Добавлены пять новых структур.
- Улучшена поддержка внешних ссылок: добавлена команда «Подрезка (XClip)» и управление слоями внешних ссылок.

В ноябре 2010 года вышла русифицированная версия TurboCAD 17, которая продается в разных вариантах стоимостью от $100 (за TurboCAD Deluxe 17) до $1495 (за TurboCAD Pro Platinum 17).